# Leo Bengtsson
Karl Leo Bengtsson (Stoccolma, 26 maggio 1998) è un calciatore svedese, centrocampista dell'Arīs Limassol.

## Carriera

### Club
Bengtsson ha iniziato a giocare a calcio sull'isola di Ingarö, facente parte dell'arcipelago di Stoccolma.
Nel dicembre del 2010 è entrato a far parte dell'accademia dell'Hammarby, rimanendovi per alcuni anni fino al debutto in prima squadra. Durante questo periodo, nel 2016 ha vinto il titolo nazionale Under-21.
Il 6 settembre 2016 ha firmato il suo primo contratto professionistico, ma il suo ingresso in prima squadra in pianta stabile è avvenuto nella stagione 2017. Il suo debutto in una partita ufficiale si è tenuto il 18 febbraio 2017 in Coppa di Svezia contro il Nyköping, mentre in campionato ha esordito poche settimane più tardi, il 9 aprile 2017 in casa contro il Kalmar. Nonostante la giovane età, il tecnico Jakob Michelsen lo ha schierato in 18 dei 30 incontri totali disputati in campionato dai biancoverdi, tra cui 11 presenze da titolare.
Prima dell'inizio del campionato 2018, l'Hammarby – che nel frattempo aveva affidato la guida tecnica a Stefan Billborn – ha girato in prestito Bengtsson al Gefle fino al successivo 30 giugno, mandandolo a farsi le ossa in seconda serie così come è avvenuto anche per i giovani compagni di squadra Dušan Jajić e Marcus Degerlund, seppure in un'altra squadra. Rientrato dal prestito, ha chiuso la stagione all'Hammarby venendo utilizzato perlopiù dalla panchina. Nel corso dell'anno sportivo 2019 ha raccolto 6 presenze con l'Hammarby, ma allo stesso tempo ha giocato con la formula del doppio tesseramento anche in prestito al Frej, squadra di Superettan – poi retrocessa a fine campionato – con cui l'Hammarby aveva stretto una collaborazione.
Nel gennaio 2020 si è trasferito a titolo definitivo all'Häcken, società della città di Göteborg e militante nella massima serie svedese, con cui ha firmato un contratto triennale. È rimasto in giallonero per due anni e mezzo, poi nel luglio 2022 è stato acquistato dai ciprioti dell'Arīs Limassol firmando anche in questo caso un accordo triennale. Nel frattempo, l'Häcken ha terminato quella stagione con la conquista di uno storico titolo di campione di Svezia.

### Nazionale
Ha giocato nelle nazionali giovanili svedesi Under-19 ed Under-21.

## Palmarès

### Club

#### Competizioni nazionali
- Campionato cipriota: 1

Arīs Limassol: 2022-2023
- Supercoppa di Cipro: 1

Arīs Limassol: 2023